# 라쿠사이구치역
라쿠사이구치역(일본어: 洛西口駅, らくさいぐちえき)은 일본 교토부 교토시 니시쿄구에 있는 한큐 전철 교토 본선의 역이다. 역 번호는 HK-80이다.

## 역사
- 2003년 3월 16일: 영업 개시.

## 역 구조
상대식 승강장 2면 2선의 고가역이다. 분기기, 절대 신호를 갖지 않아 정류장으로 분류된다.
승강장은 고가이지만 개찰구와 대합실 및 화장실은 지상에 있고, 개찰구는 가와라마치 방향에 1곳 설치되어 있다. 대합실과 승강장 사이에는 상하행선 모두 엘리베이터 1기와 에스컬레이터 2기가 설치되어 있다.
개통 당시의 역사는 이 부근의 입체 교차화가 곧 시작되는 것이 이미 결정되어 있어 간소한 크기의 역사로 지하도, 과선교 등은 설치되지 않았고 각각의 승강장에 개찰구가 설치되어 있었다. 하행선(오사카 방면) 승강장이 고가화되기까지는 앞에 서술한 이유에서 개찰 내로 오고가지 못 했다. 역사 입구의 역명판이나 승강장은 대나무를 본떠 장식하였다.
인접한 가쓰라 역 구내 배선의 관계 상 가쓰라 차고에서 출고를 겸한 본 역 시발 우메다 행 차량이 평일에 보통 4개, 주말에 준급 2개 설정되어 있다.

### 승강장
| 번호 | 노선        | 방향 | 행선                                                               |
| ---- | ----------- | ---- | ------------------------------------------------------------------ |
| 1    | ■ 교토 본선 | 상행 | 가쓰라・아라시야마・가라스마・교토 방면                            |
| 2    | ■ 교토 본선 | 하행 | 오사카 (우메다)・아와지・덴가차야・기타센리・고베・다카라즈카 방면 |

※ 지상역 시절에는 승강장 번호는 설정되지 않았지만 고가화된 이후에는 행선지 표시에 1,2번 선으로 표기되었다.

## 역 주변
- 육상자위대 가쓰라 주둔지
- 교토 부도 201호 나카야마이나리 선
- 준나 천황 화장터
- 무코 회생 병원
- 이온 몰 교토 가쓰라
- 서일본여객철도(JR 서일본) 도카이도 본선(JR 교토 선) 가쓰라가와 역 - 약 600m.

## 인접역
| 한큐 전철 ■ 교토 본선        | 한큐 전철 ■ 교토 본선 | 한큐 전철 ■ 교토 본선        |
| ---------------------------- | --------------------- | ---------------------------- |
| HK-79 히가시무코 우메다 방면 | ■ 준급 ■ 보통         | 가쓰라 HK-81 가와라마치 방면 |